# Culture de l'Équateur

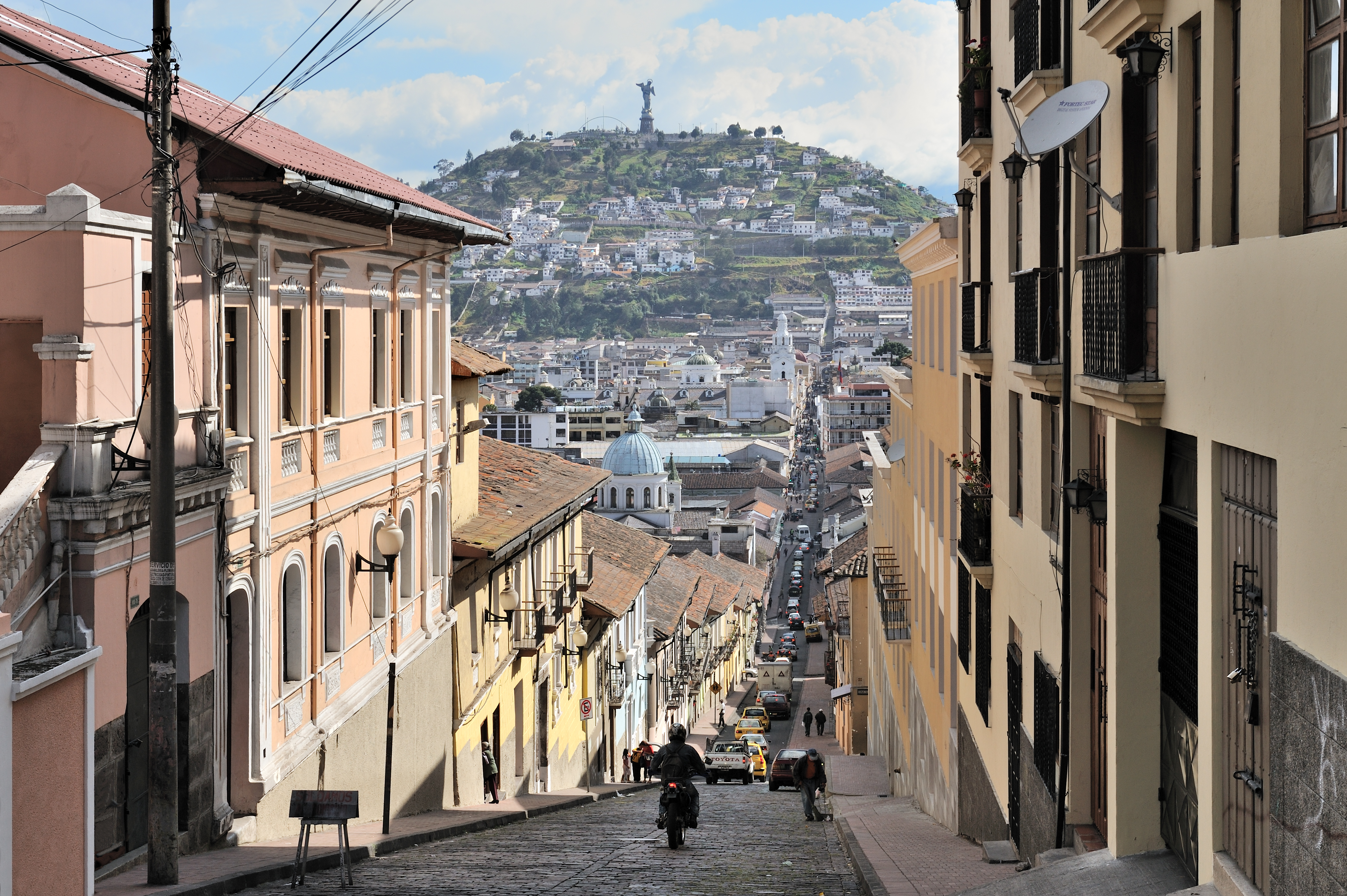
Rue García Moreno à Quito.

La culture de l'Équateur, pays d'Amérique du Sud façade pacifique, désigne d'abord les pratiques culturelles observables de ses habitants. La diversité ethnique et régionale de l'Équateur doit être prise en compte pour analyser sa culture. Ethniquement, cela est marqué par la présence de métis, d'indigènes, d'Afro-Équatoriens et de Blancs ; ainsi que des régions comme le littoral, les montagnes, l'est et la région insulaire, toutes avec des spécificités très riches. Bien qu'il y ait un héritage culturel commun à tous. La population est estimée en 2022 à 18 113 547, contre un million vers 1850 et cinq millions vers 1970.

## Langues et peuples
La langue officielle du pays et aussi celle la plus largement utilisée est l'espagnol (93,0 % selon le recensement de 2010). Les autres langues utilisées sont celles des amérindiens de la Sierra qui parlent traditionnellement le kichwa (une langue originaire de l'Empire inca) ou encore le shuar dans la région de l'Oriente, et plusieurs autres langues amérindiennes. Le kichwa et le shuar sont reconnus par la Constitution de 2008 comme « langues de communication interculturelle ».

## Traditions
L'Équateur est un pays aux modèles culturels contrastés. D'un côté, les amérindiens cultivent leurs traditions avec les rondadores (flûtes de Pan) pour la musique alors que le long des côtes, c'est un mélange des caractéristiques culturelles espagnoles et africaines qui domine chez les descendants des colons espagnols et des esclaves noirs (originaires d'Afrique).

### Religion

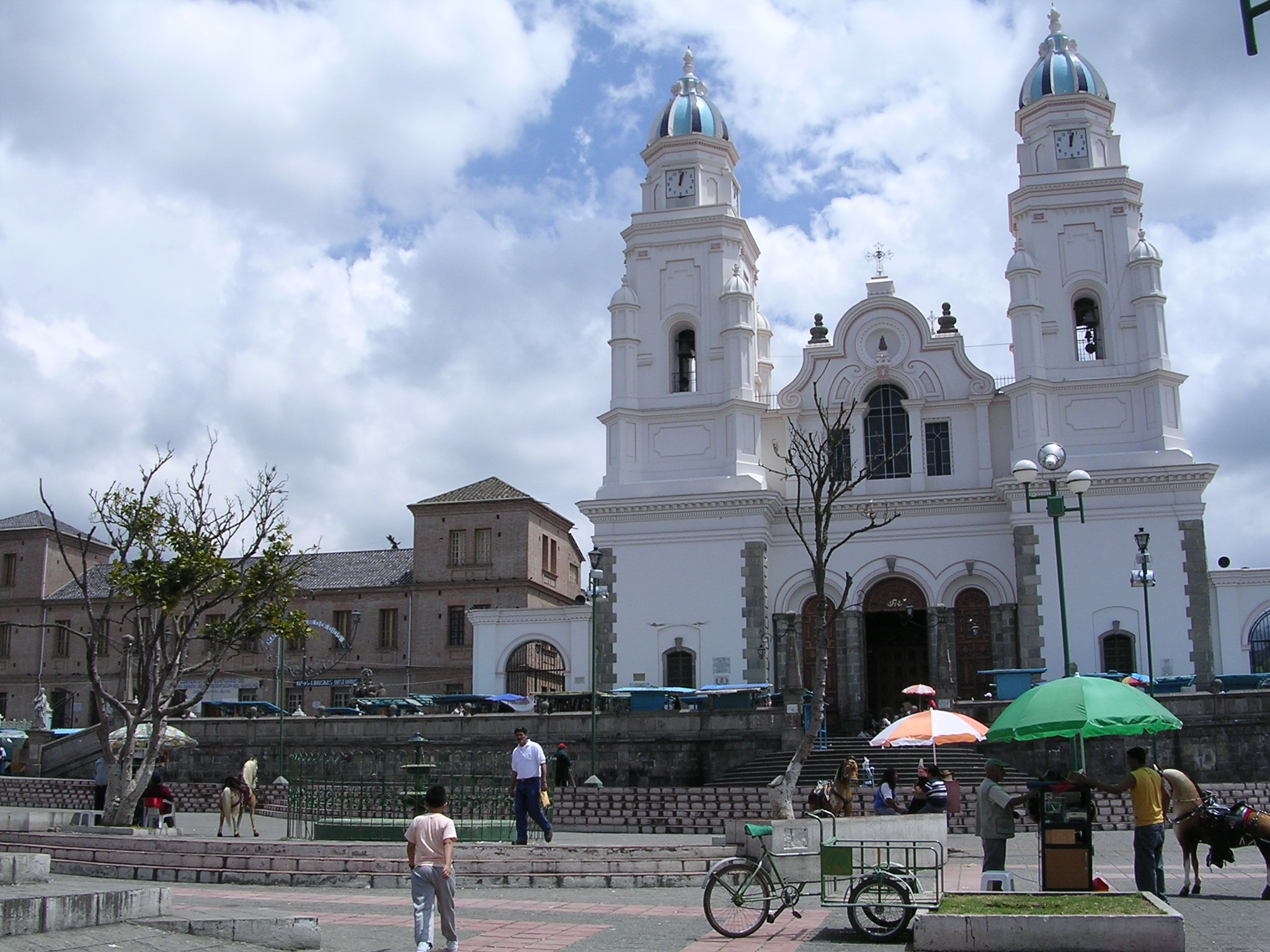
Sanctuaire d'El Quinche.

La plupart des amérindiens ont été convertis  à la religion catholique après la colonisation du pays par les conquistadores espagnols et leurs missionnaires. Le catholicisme devint religion d'État en 1863. Cependant, dès 1889, un mouvement libéral eut pour résultat une séparation partielle entre l'Église et l'État mais un décret de 1904 plaça l'Église sous le contrôle de l'État. Les biens du clergé furent alors confisqués et une liberté totale de culte fut instituée.
La population équatorienne est catholique dans sa quasi-totalité (95 % de catholiques en 2009 selon la CIA World Factbook). Pour autant les Amérindiens de l'Oriente conservent d'anciennes religions précolombiennes (d'ailleurs souvent mêlées de catholicisme) et une petite minorité d'équatoriens sont de confession protestante.
Dans ce pays très croyant, nombreux sont les pèlerinages comme celui qui conduit au sanctuaire Notre-Dame-de-la-Présentation d'El Quinche (es), dans la vallée de Quito où des milliers de personnes se rendent en novembre.
La premirèe religion du pays est le christianisme (90-91 %) (catholicisme (74-80 %), église catholique en Équateur (en), protestantisme (10-14 %)). Les autres religions comprennent : l'animisme et syncrétisme, le bouddhisme (baha'isme), le judaïsme (290), (voir : histoire des Juifs en Équateur (en) et histoire des Juifs en Amérique latine et aux Caraïbes), l'Islam (en) (environ 145), l'athéisme et l'agnosticisme (5-10 %).

### Symboles
L'Équateur possède plusieurs symboles et emblèmes nationaux qui reflètent son identité et son patrimoine culturel. 
Les armoiries de l'Équateur représentent l'histoire et la diversité du pays. Le drapeau de l'Équateur est un autre symbole important, accompagné de l'hymne national intitulé "Salve, Oh Patria" (Nous te saluons, ô Patrie), adopté en 1948.
La devise nationale de l'Équateur est en espagnol : "La Paz y el Bienestar, La Gloria y el Triunfo", ce qui signifie "La Paix et le Bonheur, la Gloire et le Triomphe".
Parmi les emblèmes naturels, la Chuquiraga est l'emblème végétal, tandis que le condor des Andes représente l'emblème animal.
Le pays vénère également plusieurs saints patrons dans la tradition chrétienne : le Sacré-Cœur, le Cœur immaculé de Marie et Maríana de Paredes y Flores.
José Joaquín de Olmedo (1780-1847) est honoré comme le père de la nation. L'épopée nationale de l'Équateur est "Cumandá".
Les plats nationaux incluent des spécialités telles que l'encebollado, le ceviche, la fritada et les guatitas. Enfin, Remigio Crespo Toral (1860-1939) est reconnu comme le poète national.

### Mythologies
- Mythologie inca, Chacana[4]
- Viracocha, Manco Cápac, Illapa, Tampu tocco
- Muki (ou Muqui), Tunupa
- Sagrada serranía de los urus (es)
- Chamanes et divinités de l'Équateur précolombien[5]
- Mythologie précolombienne

### Mythes modernes
- Túpac Amaru (1545-1572)
- Révolution citoyenne
- Îles Galápagos

### Légendes
- Contes et légendes des Andes et de la côte équatorienne[6]
- Contes et légendes shuars[7]

### Pratiques
- Pèlerinages
- Jivaro, Tête réduite

### Fêtes
Les festivités sont une partie importante des coutumes de l'Équateur. Des festivités comme Inti Raymi et La Mama Negra sont basées sur les traditions religieuses. Inti Raymi est une fête inca qui célèbre le dieu soleil pendant le solstice d'hiver (Inti Raymi, fête du soleil). Inti Raymi est également célébré au Pérou. Le festival Mama Negra est célébré deux fois par an à Latacunga. Ce festival honore la Vierge de la Miséricorde qui est la patronne de l'éruption du volcan Cotopaxi (Fiesta de la Mama Negra). De nombreuses fêtes célébrées en Équateur coïncident avec des fêtes religieuses.
| Date            | Nom français                                                        | Nom local                    |
| --------------- | ------------------------------------------------------------------- | ---------------------------- |
| 1er janvier     | Jour de l’an                                                        | Año nuevo                    |
| 6 janvier       | Épiphanie                                                           |                              |
| février ou mars | Mardi gras, Carnaval et Carême                                      |                              |
| 12 février      | Découverte en 1542 de l’Amazone                                     |                              |
| 27 février      | Bataille de Tarqui et jour du Patriotisme et de l’Unité nationale   |                              |
| mars ou avril   | Semaine sainte (jeudi et vendredi) et Pâques                        | Jueves Santo y Viernes Santo |
| 1er mai         | Fête du travail et Journée internationale des travailleurs          | Día del Trabajo              |
| 24 mai          | Bataille de Pichincha                                               | Batalla de Pichincha         |
| 24 juillet      | Naissance de Simón Bolívar                                          | Natalicio de Simón Bolívar   |
| 25 juillet      | Fondation de Guayaquil                                              | Fundación de Guayaquil       |
| 10 août         | Fête nationale (Indépendance de Quito)                              | Día de la Independencia      |
| 15 août         | Assomption                                                          | Día de la Asunción           |
| 9 octobre       | Indépendance de Guayaquil                                           | Independencia de Guayaquil   |
| 12 octobre      | Journée de la race (Découverte de l’Amérique par Christophe Colomb) | Día de la raza               |
| 1er novembre    | Toussaint                                                           | Día de Todos Los Santos      |
| 2 novembre      | Commémoration des Fidèles défunts                                   | Día de los fieles Difuntos   |
| 3 novembre      | Indépendance de Cuenca                                              | Independencia de Cuenca      |
| 6 décembre      | Fondation de Quito                                                  | Fundación de Quito           |
| 16 décembre     |                                                                     | Novena de Aguinaldos         |
| 25 décembre     | Noël                                                                | Navidad                      |

## Vie de société
- Catégorie:Société équatorienne
- Latino-américains
- Personnalités équatoriennes
- Liste d'Équatoriens
- Liste d'Équatoriens par activité

### Groupes humains
- Diaspora équatorienne
- Immigration en Équateur[9]
- Migrations intérieures[10]
- Démographie de l'Équateur
- Réforme agraire en Équateur

### Famille
- Reconnaissance du mariage de même genre en Équateur (en)

### Société
- Confédération des nationalités indigènes de l'Équateur

### Éducation

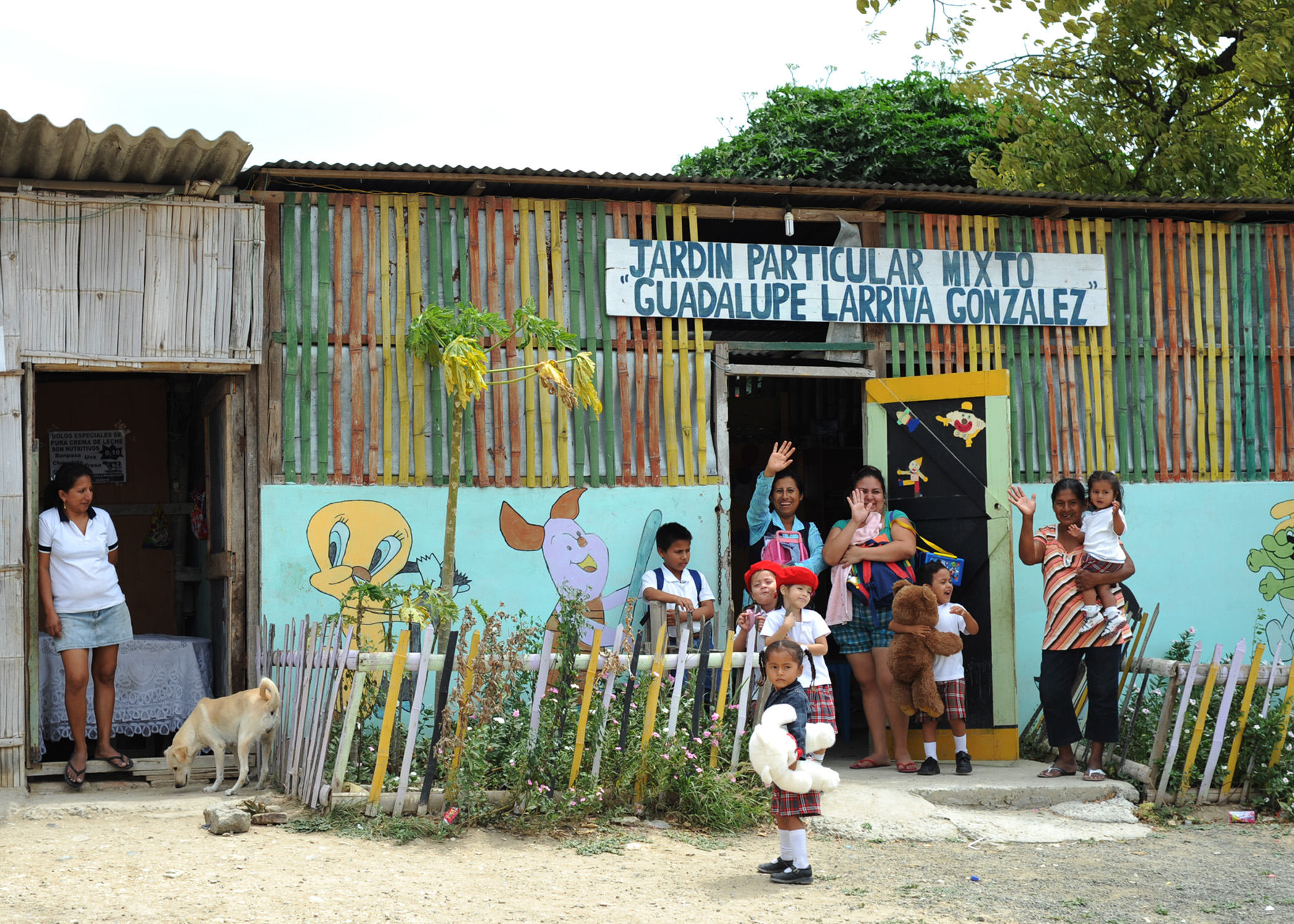
Jardin d'enfants à Manta.

Une campagne destinée à réduire le taux élevé d'analphabétisme en Équateur commença après la Seconde Guerre mondiale et en 1995, le taux d'alphabétisation atteignait 90 %. En principe, l'école est gratuite et obligatoire pour tous les enfants âgés de 5 à 15 ans, cependant, à cause du manque de moyens et de professeurs de nombreuses zones rurales sont très souvent dépourvues d'écoles, seule l'élite peut avoir accès au savoir.

Les principaux établissements d'enseignement supérieur du pays sont l'Université Centrale d'Équateur (créée en 1769) et l'Université Catholique Pontificale d'Équateur (fondée en 1946), à Quito. La ville de Cuenca possède également une université (fondée en 1868) ainsi que Guayaquil (établie en 1867).
Les grandes villes du pays possèdent des bibliothèques publiques. La Bibliothèque nationale, fondée à Quito en 1792, est l'une des plus anciennes d'Équateur, mais il existe aussi des bibliothèques universitaires à Quito et à Cuenca. En outre, le pays possède de nombreux musées qui abritent de précieux vestiges archéologiques de l'époque inca.

### Droit
- Femmes en Équateur (en)
- Catégorie:Droits de l'homme en Équateur
- Droits LGBT en Équateur
- Violence domestique en Équateur (en)
- Prostitution en Équateur
- Corruption en Équateur (en)
- Trafic d'êtres humains en Équateur (en)
- Criminalité en Équateur (en)
- Coca en Équateur, Cocalero
- Cannabis en Équateur (en), Consommation annuelle comparée de cannabis (en)
- Commerce illégal de drogue en Amérique latine (en)
- Équateur 2015-2016 Amnesty International
- Sarayaku

### État
- Histoire de l'Équateur
- Politique en Équateur
- Liste de guerres impliquant l'Équateur (en)
- Anexo:Guerras de Ecuador (es)
- Troubles sociaux en Équateur
- Terrorisme en Équateur (en)

## Gastronomie

### Cuisine

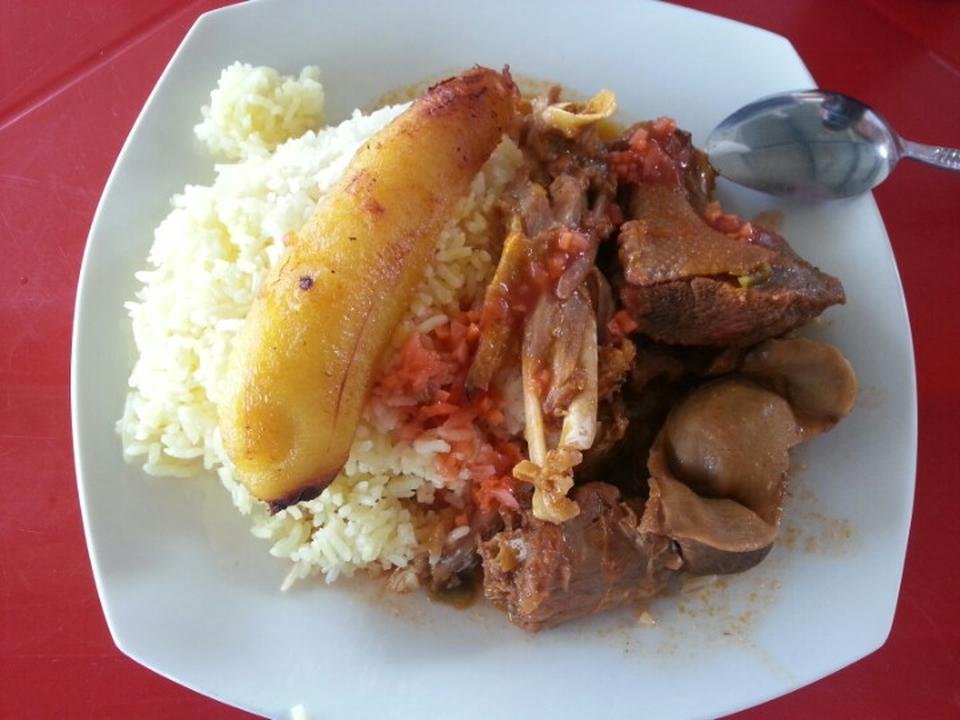
Seco de chivo de Zapotal.

Les deux régions importantes se distinguent énormément par l'alimentation, les Serranos (habitants de la Sierra) aiment manger de la viande, du maïs et des pommes de terre, alors que les Costeños (les gens de la côte) préfèrent le poisson, le riz et les fèves.
Les plats locaux sont le seco de chivo (ragoût de chèvre), les patacones (bananes vertes frites dans l'huile que l'on écrase en purée avant de les faire frire à nouveau) et les humitas (tamales au maïs). Le ceviche est quant à lui un plat de poisson ou de fruits de mer mariné dans du jus de citron vert avec des oignons, des tomates, du piment et de la coriandre. Le pain (européen) est là bas remplacé par le canguil (maïs soufflé).

### Boissons
Les boissons très populaires sont le café et le api (boisson chaude faite à partir de maïs moulu).
- Fioravanti : boisson gazeuse à base de fruits
- Colada morada : boisson faite de mûres, myrtilles et framboises, servie uniquement pendant la Toussaint
- Jus de fruits naturels : tomatas del arbol, ananas, tous les fruits locaux
- Jus de fruits avec du lait (goût de yaourt) : fraises mûres
- Yaourt à boire
- Pinol
- Spirito del Ecuador : liqueur au goût d'amande amère
- Aguardiente

## Santé et sport
- Santé en Équateur (en), HIV, diarrhée, obésité, malnutrition, mortalité infantile...
- Salud en el Ecuador (es), Casa del Hombre Doliente (en)
- Carina Vance Mafla
- Avortement en Équateur
- Prévalence du SIDA chez les adultes par pays
- Smoking in Ecuador (en)
- Traitement de l'eau en Équateur (en)
- Pandemia de gripe A (H1N1) de 2009-2010 en Ecuador (es)
- Academia Ecuatoriana de Medicina (es)
- Médecine traditionnelle, bio-médecine, ethno-médecine[11],[12],[13]
- Tradipraticiens, guérisseurs, yachac

### Activités physiques
- Cyclisme, tennis de table, badminton, volley-ball, basket-ball, handball, boxe, judo, karaté, haltérophilie, musculation, athlétisme...

### Jeux populaires
- Chaza (en), sport national, pelote (genre jeu de paume ou pelote basque)
- Ecuavóley (es)
- Chagra (es)
- Corrida en Équateur, tauromachie

### Sports
- Sport en Équateur, Du sport en Équateur
- Football, basket-ball, handball, baseball, volley-ball, rugby, cyclisme, athlétisme, tennis...
- Sportifs équatoriens, Sportives équatoriennes
- Équateur aux Jeux olympiques
- Équateur aux Jeux paralympiques
- Équateur aux Deaflympics
- Équateur aux Jeux du Commonwealth
- Équateur aux Jeux sud-américains
- Jeux panaméricains, Jeux bolivariens
- Sport en Amérique du sud (en)

### Arts martiaux
- Liste des arts martiaux et sports de combat
- Boxe, Karaté, Judo

## Média
- Des médias en Équateur
- Télécommunications en Équateur (en)
- Journalistes équatoriens
- Liberté de la presse[14],[15],[16],[17]
- Agencia de Noticias Plurinacional del Ecuador

### Presse écrite
- Presse écrite en Équateur[18],[19],[20],[21]

- Liste de journaux équatoriens
  - Diario Opinión, El Comercio (Ecuador), El Mercurio (Ecuador), El Telégrafo, El Tiempo (Ecuador), El Universo (Guayaquil), Diario Extra (Ecuador), Hoy (Ecuador), La Hora (Ecuador), Opción (periódico), El Verdadero, La República (Ecuador)
- Liste de périodiques équatoriens (es)
  - El Universo, Opción, El Sucre

### Radio
- Liste de stations de radio en Équateur (en)

### Télévision
- Télévision en Équateur, De la télévision en Équateur
- Liste des chaînes de télévision en Équateur (en)

### Internet (.ec)
- Internet en Équateur (en)
- Sites web par pays, Sites web équatoriens
- Agencia Pública de Noticias del Ecuador y Suramérica (es), El Ciudadano (Ecuador) (es), La República (Ecuador) (es)
- Blogueurs par nationalité
- Presse en ligne en Équateur[22]
- Censure d'internet par pays (en)
- Censure et surveillance internet en Équateur (en)

## Littérature
- Littérature équatorienne, De la littérature équatorienne[23],[24],[25]
- Œuvres littéraires équatoriennes, La Fosse aux Indiens, L'Homme de Quito, Los Sangurimas
- Tzantzismo, Generación decapitada (es)
- Littérature sud-américaine[26],[27],[28],[29], Boom latino-américain, Réalisme magique
- Liste d'œuvres littéraires traitant des dictatures militaires dans les pays latino-américains au XXe siècle

- Écrivains équatoriens, Liste ecuadorianischer Schriftsteller (de), Liste d'écrivaines équatoriennes (en)
- Prix Eugenio Espejo, Lauréats du prix Eugenio Espejo
- Catégorie:Romancier équatorien[30],[31]
- Catégorie:Dramaturge équatorien[32]
- Poètes équatoriens[33],[34], Liste de poètes équatoriens (en)
- Essayistes équatoriens (en)
- Traducteurs équatoriens
- Littérature quechua, littérature quechua de Cuzco[35],[36],[37],[38],[39]
- Institut français des études andines (Instituto francés de estudios andinos)[40],[41],[42]

## Artisanat
Les savoir-faire liés à l’artisanat traditionnel relèvent (pour partie) du patrimoine culturel immatériel de l'humanité. On parle désormais de trésor humain vivant.
Mais une grande partie des techniques artisanales ont régressé, ou disparu, dès le début de la colonisation, et plus encore avec la globalisation, sans qu'elles aient été suffisamment recensées et documentées.
L'Équateur est mondialement connu pour la fabrication de chapeaux de paille tissés à la main (dans la région de Cuenca, de Montecristi et de Jipijapa) : les fameux chapeaux (mal nommés) « panama ». Ce sont des chapeaux réalisés à partir de jeunes fibres de palmier produisant la paja toquilla. Les chapeaux panamas en paille fine, coloris naturel (ivoire) ou blanchi, garni d'un ruban foncé, ont rencontré un grand succès particulièrement en Europe et aux États-Unis. Les chapeaux panama sont particulièrement appréciés pour leur finesse, leur légèreté, leur souplesse et le grand chic qu'ils procurent à ceux qui les portent.

## Arts visuels
- Arts visuels, Arts plastiques, Art brut, Art urbain
- Artistes par pays
- Art latino-américain
- Artistes équatoriens, Liste d'artistes équatoriens (en)
- Musées et galeries d'art en Équateur

### Période précolombienne
- Histoire de l'archéologie en Équateur, Arts précolombiens en Équateur, Équateur pré-colombien (en), Navigation pré-colombienne (en)
  - Manteño-Guancavilca, Culture Valdivia, Culture Chorrera, Trésor de Llanganatis (en), Culture Tumaco-La Tolita
  - Sites archéologiques en Équateur
  - Musées archéologiques : Casa del Alabado Museum of Pre-Columbian Art, Cochasquí, Paleontological Museum Megatherium, Presley Norton Museum

### Période contemporaine
- Centre équatorien d'art contemporain

### Dessin
- Dessinateurs équatoriens

### Peinture
- Peinture, Peinture par pays
- Peinture latino-américaine
- Peinture en Équateur :
  - École de peinture de Quito (es) (Audience royale de Quito, 1563-1822)
  - Liste de peintres équatoriens (en), Peintres équatoriens
  - Oswaldo Guayasamín (1919-1999), León Ricaurte (es) (1934-2003)
- Art pictural tigua[43],[44]

### Sculpture
- Sculpture, Sculpture par pays
- De la sculpture en Équateur
- Sculpteurs équatoriens

### Architecture
Une grande partie de l'art et de l'architecture de l'Équateur appartient au style baroque.notamment dans l'architecture religieuse influencée par le colonialisme.

### Photographie
- Photographie en Équateur
- Photographes équatoriens

### Graphisme
- Graphistes équatoriens

## Arts de scène
- Spectacle vivant, Performance, Art sonore
- Catégorie:Arts de performance par pays
- Festivals artistiques en Équateur
- Liste de festivals en Équateur (en)
- Alliance française de Quito[45]

### Musique
La musique équatorienne a une longue histoire. Le pasillo est un genre musical propre à l'Équateur et est considéré comme le « genre national ». Au fil des ans, de nombreuses cultures ont uni leurs influences pour créer de nouveaux types de musique. Il existe également différents types de musique traditionnelle comme l'albazo, le pasacalle, le fox incaico, la tonada, la diablada pillareña, la capishca, la bomba (très présente dans la société afro-équatorienne dans des villes comme Esmeraldas), etc.
La tecnocumbia et le rockola sont des exemples clairs de l'influence des cultures étrangères. L'une des formes de danse les plus indigènes et traditionnelles en Équateur est le Sanjuanito. Elle est originaire du nord de l'Équateur (Otavalo-Imbabura). Le Sanjuanito est une musique dansante utilisée dans les festivités des cultures métisses et indigènes. Selon le musicologue équatorien Segundo Luis Moreno, le Sanjuanito était dansé par les indigènes lors de l'anniversaire de San Juan Bautista. Cette date importante a été fixée par les Espagnols au 24 juin, coïncidant ainsi avec la date à laquelle les indigènes célébraient leurs rituels de l'Inti Raymi.

### Danse
- Liste de danses
- Liste de(s) danses nationales (en)
- Liste de danses populaires, ethniques, régionales par origine (en)
- Compagnie Nationale de Danse de l’Équateur[46]
- Danseurs équatoriens
- Chorégraphes équatoriens
- Danses péruviennes

### Théâtre
- Teatro Nacional Sucre (es)[47]
- Teatro Centro Cívico Eloy Alfaro, Teatro Sánchez Aguilar, Teatro Olmedo
- Las Marujitas (es)
- Théâtre quéchua[48],[49]

### Cinéma
- Cinéma équatorien, Sur le cinéma équatorien[50]
- Films équatoriens, Liste de films équatoriens (en)
- Liste des longs métrages équatoriens proposés à l'Oscar du meilleur film international
- Réalisateurs équatoriens
- Scénaristes équatoriens
- Actrices équatoriennes, Acteurs équatoriens
- Festivals de cinéma en Équateur, Festival de Cine de Cuenca (es), Festival Cero Latitud de Ecuador (es)
- Semaine du cinéma équatorien (en France)
- Premio Augusto San Miguel (es)
- Cinémathèque nationale de l'Équateur (en)[51]
- Liste de festivals de cinéma en Amérique du sud

### Autres scènes
Les arts de la rue, arts forains, cirque, théâtre de rue, spectacles de rue, arts pluridisciplinaires, performances manquent encore de documentation pour le pays…
Dans le domaine de la marionnette, on relève Arts de la marionnette en Équateur sur le site de l'Union internationale de la marionnette, Carmen Heymann (es), et le Teatro de titeres del condor tuerto.

### Autres
- Vidéo, Jeux vidéo, Art numérique, Art interactif
- Culture alternative, Culture underground

## Tourisme
- Tourisme en Équateur (en), Du tourisme en Équateur
- Attractions touristiques en Équateur
  - Mitad del mundo
  - Parcs nationaux d'Équateur
  - Liste des volcans d'Équateur
- Office de tourisme de l'Équateur en France, sites gouvernementaux[52],[53] ou non[54],[55]
- Conseils aux voyageurs pour l'Équateur
  - FR France Diplomatie.gouv.fr
  - CA Canada international.gc.ca
  - USA US travel.state.gov
  - CH Suisse eda.admin.ch

## Patrimoine
Parmi les musées classés et autres institutions, on incluent notamment le centre équatorien d'art contemporain (voir aussi : Liste de musées en Équateur). 
Le programme Patrimoine mondial (UNESCO, 1971) a inscrit dans sa liste du Patrimoine mondial (au 12/01/2016) : Liste du patrimoine mondial en Équateur. Le programme Patrimoine culturel immatériel (UNESCO, 2003) a inscrit dans sa liste représentative du patrimoine culturel immatériel de l’humanité (au 15/01/2016) une liste du patrimoine culturel immatériel de l'humanité en Équateur :
- 2008 : Le patrimoine oral et les manifestations culturelles du peuple Zápara[56],
- 2012 : Le tissage traditionnel du chapeau de paille toquilla équatorien[57],
- 2015 : Les musiques de marimba, les chants et les danses traditionnels de la région du Pacifique Sud colombien et de la province d'Esmeraldas d'Équateur[58].

Le programme Mémoire du monde (UNESCO, 1992) a inscrit dans son registre international Mémoire du monde (au 15 janvier 2016) :
- 2015 : Le regard de l’Autre (photographies salésiennes 1880-1930)[59].